# Canicattini Bagni
Canicattini Bagni es una localidad italiana de la provincia de  Siracusa , región de Sicilia, con 7.392 habitantes.

Ubicación de la ciudad de Canicattini Bagni dentro de la provincia de Siracusa.

## Evolución demográfica
| Gráfica de evolución demográfica de Canicattini Bagni entre 1861 y 2001 |
|                                                                         |
| Fuente ISTAT - Elaboración gráfica por parte de Wikipedia               |